# Literaturfest München

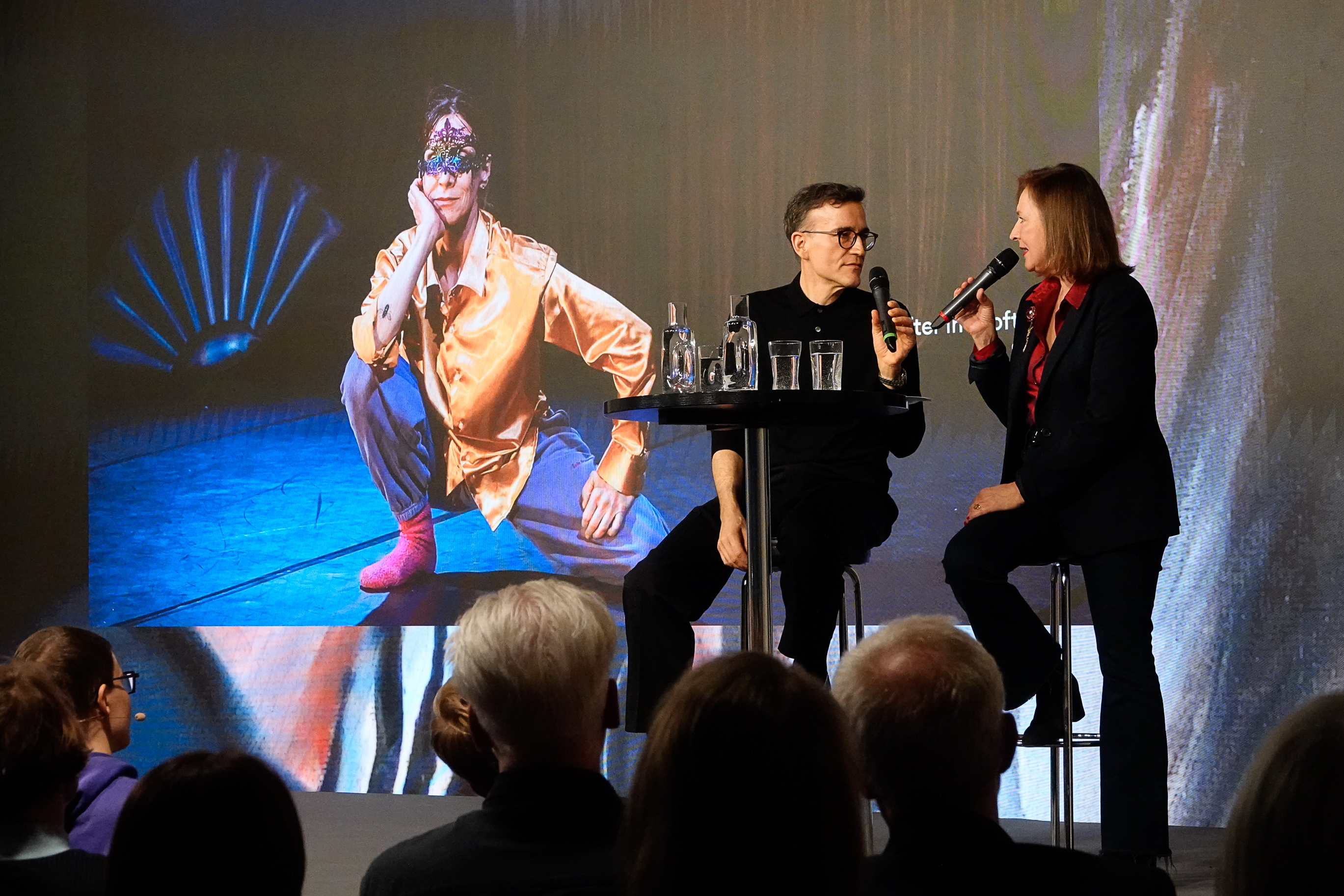
Kurator Daniel Schreiber und Literaturhausleiterin Tanja Graf bei der Eröffnung des Literaturfests München 2025

Das Literaturfest München ist eine internationale Literaturveranstaltung, ein Festival, das von 2025 an jährlich im Frühjahr stattfindet.

## Entwicklung
Im Zuge der Neukonzeption der städtischen Internationalen Frühjahrsbuchwoche, die  von 1990 bis 2008 insgesamt 16-mal stattfand, entschlossen sich die Kooperationspartner – die Stadt München, das Literaturhaus München und der Börsenverein des Deutschen Buchhandels – Landesverband Bayern e.V. –, das neue Programm forum:autoren und bereits bestehende literarische Initiativen im Herbst in dem Literaturfest München zu bündeln. Das Literaturfest München versteht sich als literarischer Höhepunkt im jährlichen Kulturkalender der Stadt.
Von 2010 bis 2023  wurde das Festival  jährlich Ende November bis Anfang Dezember knapp drei Wochen lang in Kooperation mit der Münchner Bücherschau  an verschiedenen Spielorten in München veranstaltet. Es umfasste das literarische Programm forum:autoren, die Münchner Bücherschau im Gasteig und das Festprogramm des Literaturhauses München mit dem Markt der unabhängigen Verlage „Andere Bücher braucht das Land“. Außerdem werden der Geschwister-Scholl-Preis, der Preis für einen bayerischen Kleinverlag und der städtische Fernsehpreis LiteraVision im Rahmen des Literaturfests verliehen.
2024 wurde beschlossen, dass die Münchner Bücherschau und das Literaturfest wieder getrennte Wege gehen. Als einer der Gründe wurde genannt, dass es immer schwieriger geworden sei die Programmblöcke sinnvoll zu bündeln. Während die Bücherschau wie gewohnt 2024 im Herbst stattfand, setzte das Literaturfest in diesem Jahr aus und startete neu im April 2025.

## Bestandteile
Das forum:autoren wird von einer/einem jährlich wechselnden Schriftstellerin/Schriftsteller kuratiert und nach freiem Ermessen gestaltet, das heißt, sie oder er wählt ein Motto, die Veranstaltungsformate und die Autoren, Künstler und Wissenschaftler aus, die nach München eingeladen werden. Dieses Konzept wurde auch 2025 nach der Neuorientierung des Literaturfests beibehalten.
Daneben gibt es die „Münchner Schiene“, die von der Monacensia oder dem Lyrik Kabinett kuratiert werden.
Kuratoren und Kuratorinnen
- 2010 Ilija Trojanow mit „lokal:global“
- 2011 Matthias Politycki mit „Die Welt auf Deutsch“
- 2012 Thea Dorn mit „Hinaus ins Ungewisse!“
- 2013 Dagmar Leupold mit „Stadt Land Fluss. Geschichten von der Gegenwart“
- 2014 Clemens Meyer mit „In Gefahr und größter Not bringt der Mittelweg den Tod“
- 2015 Albert Ostermaier mit „front:text“
- 2016 Elke Schmitter mit „ein wort gibt das andere“
- 2017 Doris Dörrie mit „Alles Echt. Alles Fiktion“
- 2018 Jan Wagner mit „Schönes Babel. Europäische Lektüren“
- 2019 Ingo Schulze mit „Einübungen ins Paradies. Fragen an die Welt nach 1989“[4]
- 2020 war Nora Gomringer als Kuratorin vorgesehen. Absage wegen der COVID-19-Pandemie in Deutschland.[5]
- 2021 Absage wegen der COVID-19-Pandemie in Deutschland.[6]
- 2022 Tanja Maljartschuk mit „frei sein – Mitteleuropa neu erzählen“.[7]
- 2023 Lukas Bärfuss mit „Was wir erben, was wir hinterlassen“[8]
- 2025 Daniel Schreiber mit „Sprachen der Liebe. Wie wollen wir leben?“[9]

## Zitate und Pressestimmen
„Literaturfest München was such a joy to be a part of! I loved how it integrated the many cultural organizations and institutions of the city into the festival itself, how there was a mix of music with readings, readings and talks with varied disciplines. And how attentive and interested the city-residents were at the diverse offerings of events. Forget Oktoberfest, the best of Munich is Literaturfest!“

„Dies neue Literaturfest war ein fabelhaft organisiertes weltläufiges Treffen der Stimmen und des Wortzaubers. Weiter so, mit voller Kraft. Ohne Kultur sind wir nichts.“

“The Festival in Munich was a great experience and adventure. I met with writers from Germany and Africa who suddenly appeared as very close to me, just kindred spirit! It was amazing. And my readings were so perfectly organized. I want to specially thank the audience, people were unbelievable, so smart, so understanding and friendly! I’ll keep memories of these days in Munich in a very inmost core of my heart.”

„Literatur auf allen Kanälen – das Literaturfest 2011 fand auch den Weg in die Schulen und an die Uni, in die Köpfe und hoffentlich in die Herzen der Menschen in München, ein Anfass-Event, natürlich im übertragenen Sinn.“

„Glücklicherweise hat München sich beim ersten Literaturfest nicht auf seinen eigenen Klischees ausgeruht: kein Abfeiern von Lokalhelden, keine Selbstvorstellung der Stadt. Im Mittelpunkt stand tatsächlich die Literatur.“

## Finanzierung
Das Literaturfest München wird vom Literaturhaus München und dem Börsenverein des Deutschen Buchhandels – Landesverband Bayern e.V. in Zusammenarbeit mit dem Kulturreferat der Stadt München finanziert und veranstaltet. Es wird unterstützt vom  Bayerischen Staatsministerium für Bildung und Kultus, Wissenschaft und Kunst und von wechselnden Förderern und Sponsoren, u. a. der Kulturstiftung des Bundes, Datev sowie Medienpartnern wie Bayern 2.